# Hans Ganahl
Hans Ganahl (* 25. November 1901 in Feldkirch; † 16. Jänner  1968 in Zihlschlacht-Sitterdorf, Kanton Thurgau) war ein österreichischer Politiker (CSP/NSDAP/ÖVP) und Fabrikant. Er war von 1934 bis 1938 sowie von 1949 bis 1964 Abgeordneter zum Vorarlberger Landtag.

## Ausbildung und Beruf
Nach dem Besuch der Volksschule Feldkirch absolvierte Ganahl das Gymnasium Feldkirch und das Technikum für Textilindustrie in Reutlingen. Er war zudem für kurze Zeit außerordentlicher Hörer an der Handelsschule und arbeitete als Praktikant in mehreren Betrieben und Handelsgesellschaften der Textilindustrie. 1925 trat er in den Betrieb seines Vaters ein, 1927 wurde er geschäftsführender Gesellschafter der Firma Carl Ganahl u. Co. 1931 stieg er zum Seniorchef auf. Die Firma übernahm nach dem Anschluss Österreichs mehrere jüdische Betriebe. Auf Grund seiner politischen Vergangenheit verlor er per 5. Mai 1945 seine Wohnung und wurde im Juli 1945 erstmals verhaftet. Nach der Entlassung aus der Haft wurde ihm das Betreten seiner Firma verboten, wobei er bis zur Wiederverhaftung im Juni 1946 einen Zwangsaufenthalt in Feldkirch verbrachte. Er wurde 15 Monate im Anhaltungslager Brederis interniert, wobei bis 1947 ein öffentlicher Verwalter über sein Privatvermögen und seiner Firma bestimmte. Erst danach konnte er wieder über sein Privat- und Firmenvermögen verfügen.

## Politik und Funktionen
Ganahl war zwischen dem 14. November 1934 und dem 12. März 1938 als Vertreter der Industrie und des Bergbaus Mitglied des ständischen Vorarlberger Landtags und wirkte von 1938 bis 1939 als Mitglied der Stadtvertretung von Feldkirch. Zudem war er Mitglied des Vorarlberger Landesverbandes der Industriellen und ab 1933 bzw. 1934 dessen Obmann bzw. Präsident 1934. Er beantragte am 10. März 1939 die Aufnahme in die NSDAP und wurde zum 1. Januar 1940 aufgenommen (Mitgliedsnummer 7.879.028). Nach dem Ende des Zweiten Weltkriegs war Ganahl vom 25. Oktober 1949 bis zum 28. Oktober 1964 als Abgeordneter des Wahlbezirkes Feldkirch erneut Mitglied des Vorarlberger Landtags. Er war innerparteilich von 1949 bis 1964 Mitglied der Landesparteileitung der ÖVP Vorarlberg und von 1950 bis 1964 Mitglied des Landesparteirates der ÖVP Vorarlberg. Zudem war er als Mitglied der Landesleitung des Wirtschaftsbundes Vorarlberg aktiv und war im Landtag Mitglied im Finanzausschuss und  Mitglied im Sozialpolitischen Ausschuss.
Ganahl war Präsident der Vorarlberger Handelskammer, Aufsichtsrat und Mitbegründer der Kuranstalt Montafon in Schruns, Mitglied des Ausschusses des Österreichischen Rheinschifffahrtsverbandes und des Technischen Revisionsverbandes für Österreich, Aufsichtsratsmitglied der Export- und Mustermesse GmbH. Dornbirn, Mitglied des Kuratoriums des Institutes für Wirtschaftsforschung, Zensor der Österreichischen Nationalbank der Zweigstelle Bregenz und Vorstand der Sparkasse Feldkirch.

## Privates
Ganahls Vater, Karl Ganahl (1860–1927) war Fabrikant und mit Katharina Martina Ganahl (1873–1948), geborene Herburger, verheiratet. Er heiratete am 31. Juli 1950 Eva Rubritius und wurde Vater von einer Tochter und zwei Söhnen, die zwischen 1951 und 1954 geboren wurden.

## Auszeichnungen
- Ernennung zum Kommerzialrat (1952)
- Großes Silbernes Ehrenzeichen für Verdienste um die Republik Österreich (1960)
- Goldene Ehrenmedaille der Bundeskammer der gewerblichen Wirtschaft (1965)